# Marie-Louise von Franz
Marie-Louise von Franz (4 de enero de 1915-17 de febrero de 1998) fue una analista junguiana y erudita suiza, reconocida por sus interpretaciones psicológicas de cuentos de hadas y manuscritos alquímicos. Trabajó y colaboró con Carl Gustav Jung desde 1933, cuando lo conoció, hasta su muerte en 1961.

## Biografía

### Primeros años y educación

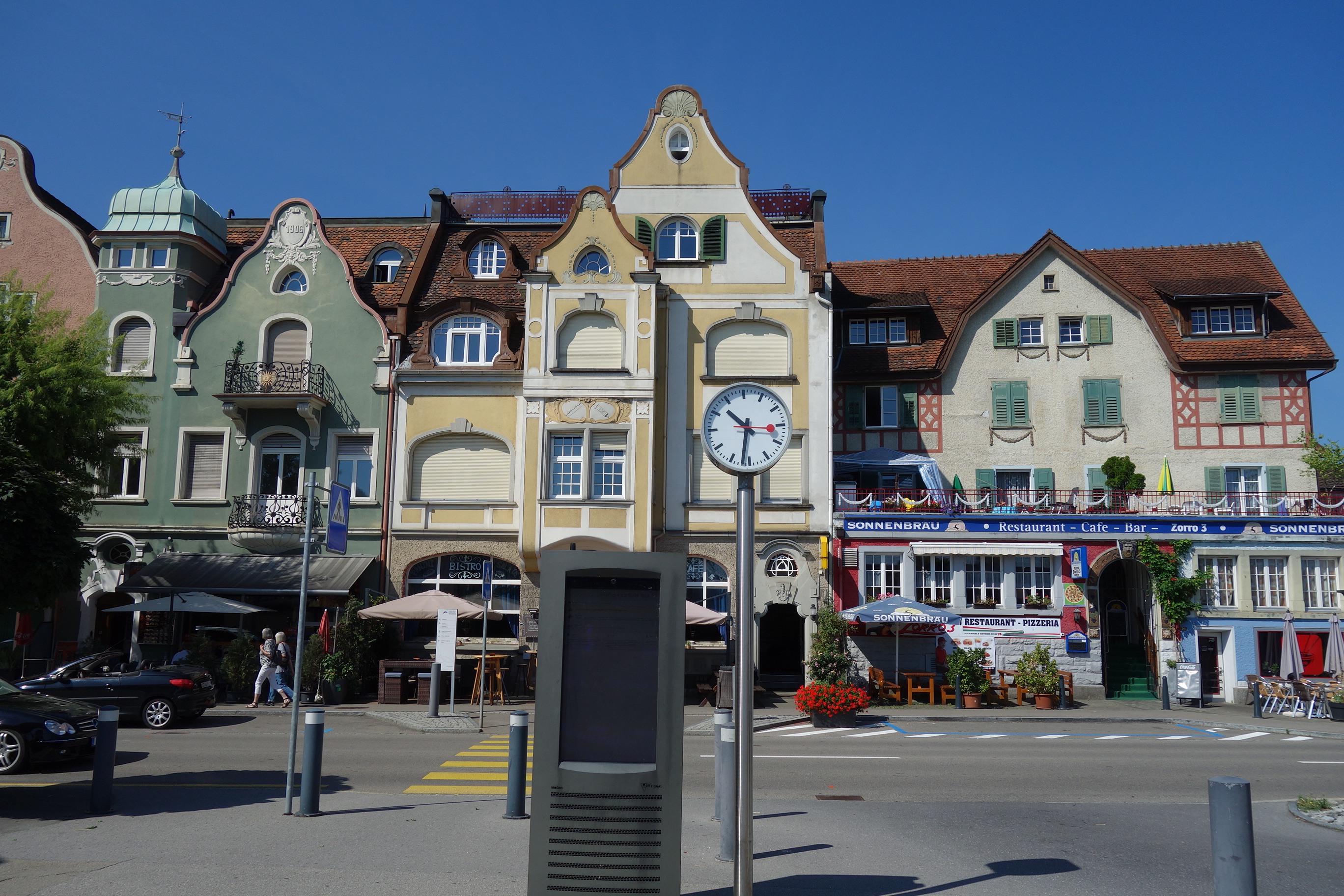
Rheineck, Cantón de San Galo, Suiza, a donde se mudaría la familia de von Franz en su infancia.

Marie-Louise Ida Margareta von Franz nació en Múnich, Alemania, el 4 de enero de 1915. Su padre era de ascendencia austriaca, el barón Erwin Gottfried von Franz (1876-1944), coronel del ejército de dicho país, y su madre alemana de nacimiento, Margret Schoen (1883-1962).
Tras la Primera Guerra Mundial, en 1919, la familia se muda a Rheineck en el Cantón de San Galo, Suiza. De 1921 a 1928 asiste a la escuela primaria en Rheineck y de 1928 a 1933 tanto Marie-Louise como su hermana mayor residirán en Zúrich con el fin de que ambas pudieran asistir al Freies Gymnasium, especializándose en idiomas y literatura. Tres años después, en 1931, la familia también se muda a Zúrich, en Dolderstrasse 107, donde su padre había adquirido una villa.

### Encuentro con Carl Gustav Jung

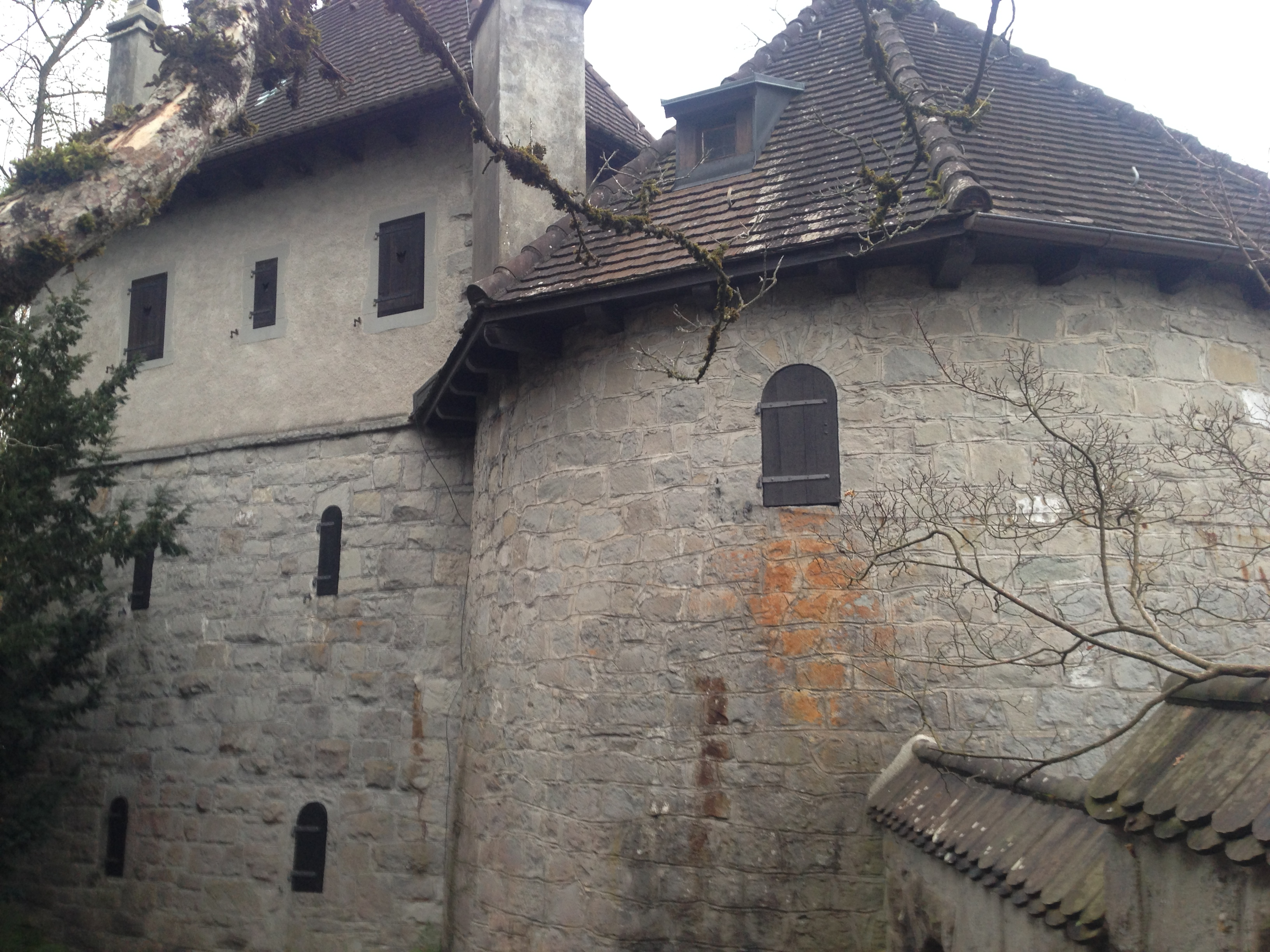
Torre de Bollingen, en donde conocería a Jung.

En Zúrich, a la edad de 18 años, en el verano de 1933, a punto de terminar la escuela secundaria, von Franz conoció al psiquiatra Carl Gustav Jung. El encuentro casual se produjo gracias a un compañero de clase y sobrino de la asistente de Jung, Toni Wolff. Ella y siete compañeros de la escuela secundaria fueron invitados por Jung a su torre de Bollingen cerca de Zúrich, al otro extremo del lago. Para von Franz este fue un encuentro intenso y "decisivo en su vida", tal y como le dijo a su hermana esa misma noche.
En la reunión, Jung y los alumnos hablaron sobre psicología. Cuando Jung comentó sobre una "mujer mentalmente enferma que [en realidad, no debe tomarse simbólicamente] vivía en la luna", M.-L. von Franz entendió que hay dos niveles de realidad. El mundo psicológico interior con sus sueños y mitos era tan real como el mundo exterior.

### Estudios, tiempos difíciles y clases particulares
En otoño de 1933 comienza sus estudios en la Universidad de Zúrich, donde se especializa en filología clásica y lenguas clásicas, latín y griego, y de modo secundario en literatura e historia antigua.
Debido a la gran pérdida financiera de su padre a principios de la década de 1930, tuvo que autofinanciar su matrícula impartiendo clases privadas como profesora de latín y griego para gimnasios y estudiantes universitarios.
En los años posteriores a la finalización de sus estudios, continuó autofinanciándose, trabajando en textos de cuentos de hadas.

### Colaboración con Jung

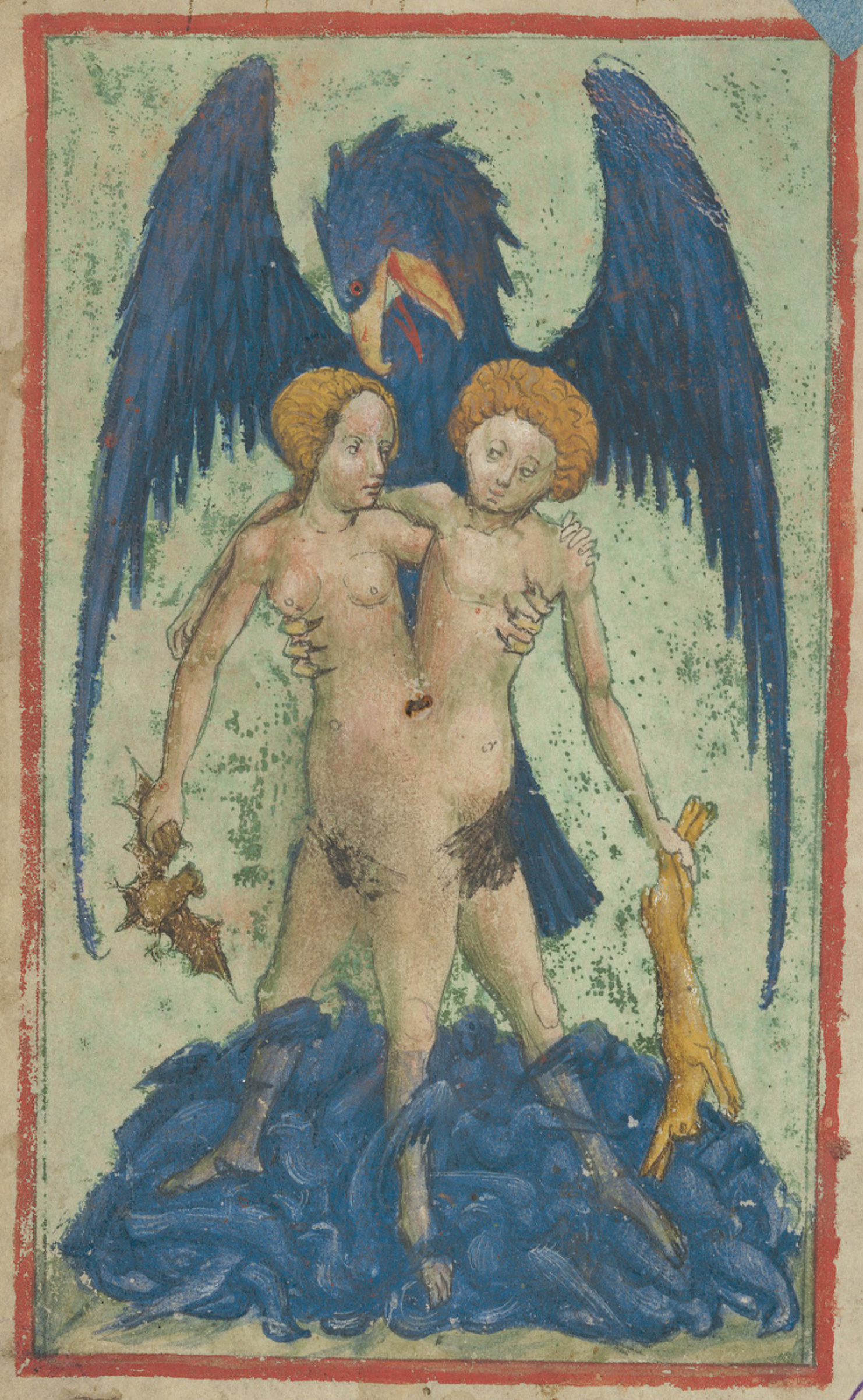
Ilustración incluida en el Aurora consurgens.

Además de sus estudios universitarios, von Franz se ocupó de la psicología junguiana. De 1933 a 1935 asiste a las conferencias de Jung sobre psicología moderna, sobre conceptos psicológicos básicos y a su seminario psicológico en la ETH (Eidgenössische Technische Hochschule, o Escuela Politécnica Federal de Zúrich) en Zúrich. 
En 1934 comienza su formación analítica con Jung. Con el fin de costearse sus sesiones de análisis, traduce para él textos griegos y latinos. Entre otros, tradujo dos manuscritos alquímicos principales: el Aurora consurgens, atribuido a Tomás de Aquino, y el Musaeum hermeticum. Como muchos de sus pasajes son de origen islámico y persa, M.-L. von Franz escogió el árabe como materia de estudio en la universidad.
Este fue el comienzo de una colaboración de larga data con Jung, que continuó hasta su muerte en 1961. Esta fue especialmente estrecha en el campo de la alquimia. No solo tradujo obras, sino que también comentó el origen y el significado psicológico del Aurora consurgens. Brindó soporte a la teoría de que el texto cristiano-alquímico podría haber sido dictado por Tomás de Aquino mismo.
La experiencia que Jung denominó "psique objetiva" o "inconsciente colectivo" marcó su vida y su trabajo, así como su forma de vida. Trabajó para comprender la realidad de esta psique autónoma, la cual actúa independientemente de la conciencia.

### Psicología analítica
En 1935 inicia su trabajo sobre el simbolismo de los cuentos de hadas que continuará durante nueve años. Al año siguiente, la ETH le otorga una beca de 500 CHF para la investigación histórica simbólica. El profesor Jung patrocina dicha instancia. De 1936 a 1937 asiste al seminario psicológico de Jung y sus conferencias sobre el experimento de asociación y la psicología moderna. En 1937 participa por primera vez en la Conferencia de Eranos, Ascona, Suiza. De 1938 a 1939 asiste a las conferencias de Jung sobre introducción a la psicología del inconsciente y a su seminario psicológico. En 1939 recibe la ciudadanía suiza y se convierte en ciudadana de Zúrich.

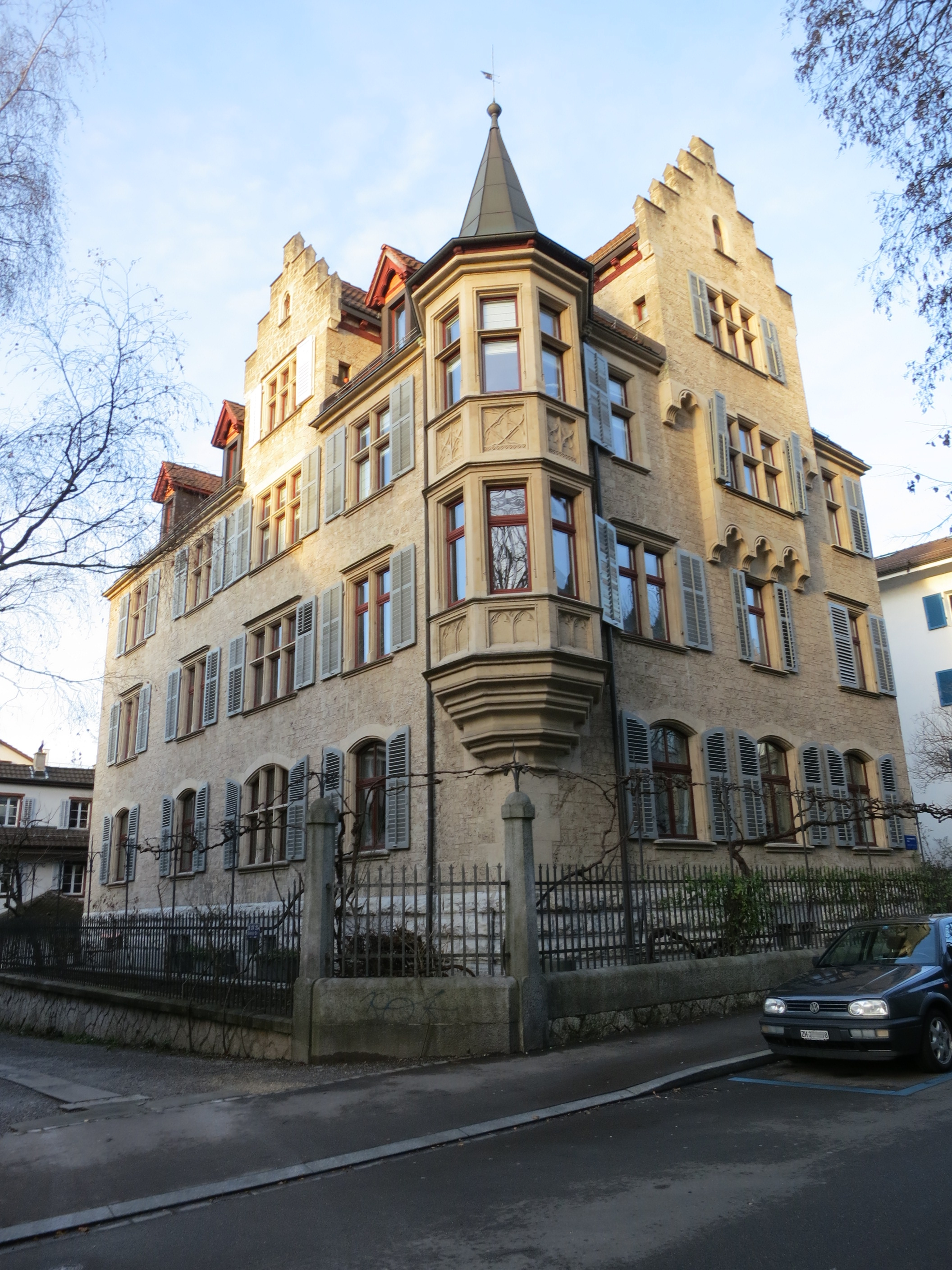
Club Psicológico de Zúrich, del cual von Franz sería miembro y bibliotecaria.

En 1940 obtiene un doctorado en filología clásica magna cum laude; título de la tesis: Die ästhetische Anschauung der Iliasscholien (Las opiniones estéticas en los escolios de la Ilíada). El profesor Dr. Ernst Howald, su director de tesis, escribe: "Summa diligentia et magna sagacitate conscripta". Al año siguiente se convierte en miembro asociado del Club Psicológico de Zúrich. Marie-Louise von Franz dio la mayoría de sus conferencias en el Club Psicológico de Zúrich y en el C.G. Jung-Institut Zürich. Aproximadamente en 1942, tras una conversación con Jung, comienza a ver a sus primeros analizandos. Dos años después se convierte en miembro del Club Psicológico de Zúrich y ejerce como su bibliotecaria durante varios años. El propio Jung fue durante muchos años miembro del comité de la biblioteca.
En 1944 su padre fallece en Zúrich. Un año después, su madre vende su casa y se muda a un apartamento y Marie-Louise de Franz alquila una pequeña habitación en Zúrich. Dos años después se muda a un pequeño apartamento en Küsnacht (Cantón de Zúrich) junto con Barbara Hannah.
En 1951 da conferencias en La Chaux-de-Fonds, Suiza. Dos años después viaja a los Estados Unidos, donde permanecerá tres meses y disertará a su vez conferencias. De 1955 a 1956 viaja a Egipto y Grecia. En 1956 adquiere la capacitación de analista en el C.G. Jung-Institut Zürich. En 1958 construye su torre en Bollingen junto con Barbara Hannah. El 6 de julio de 1961 Jung fallece en Küsnacht y al año siguiente su propia madre en Zúrich.
En 1963 viaja a Escocia con Barbara Hannah. Y dos años después ambas se mudan a Lindenbergstrasse 15 en Küsnacht. En 1968 participa en la segunda conferencia de Bailey Island celebrada en honor del ochenta cumpleaños de la doctora Mary Esther Harding y presenta su artículo Number Games of the Universe (Juegos de números del universo), que luego se publicó bajo el título Symbols of the Unus Mundus (Símbolos del unus mundus). Da conferencias en los Estados Unidos.

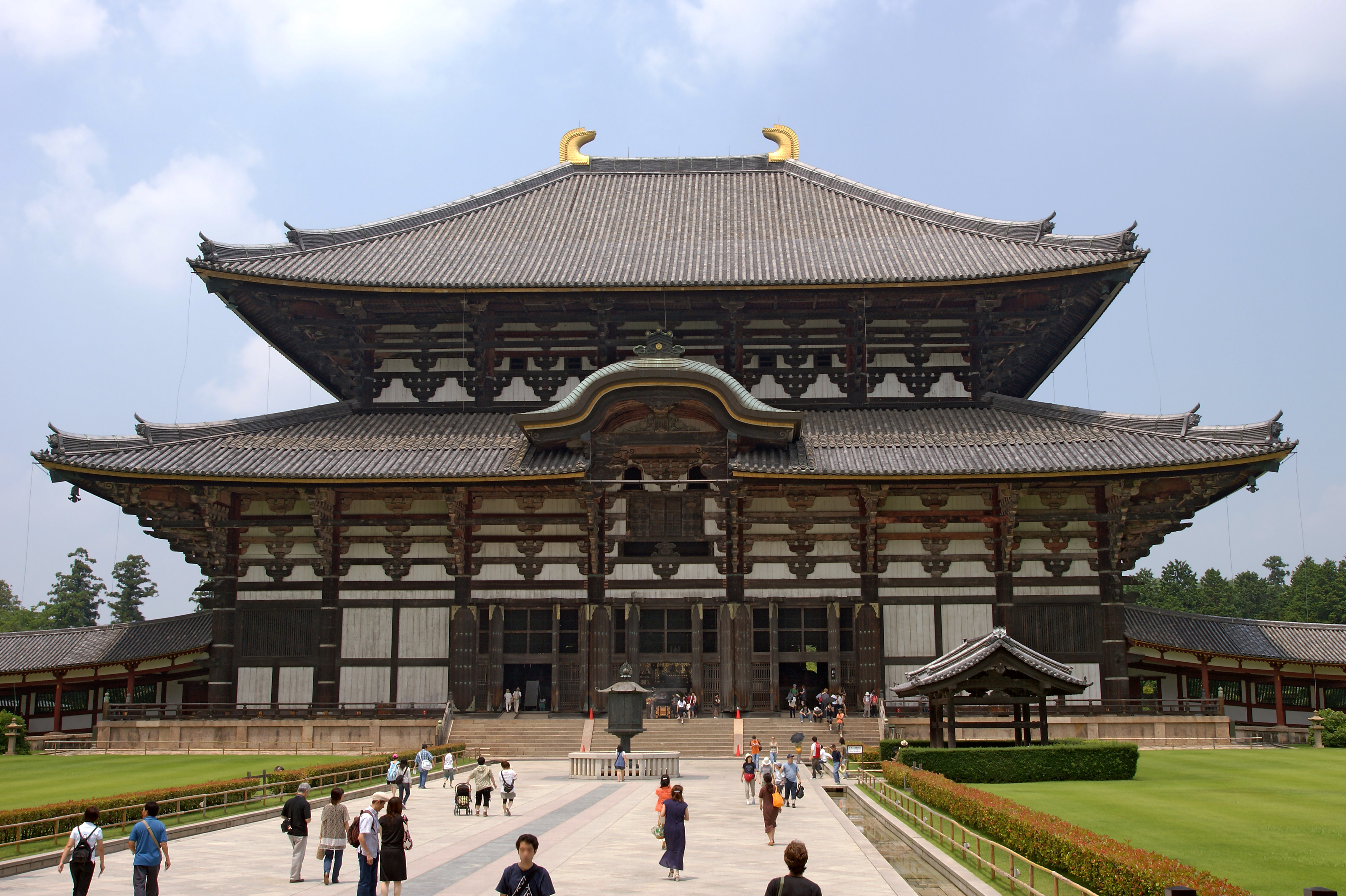
Tōdai-ji, en Nara.

En 1970 realiza un largo viaje de cuatro semanas junto a la Sra. Ariane Rump a Bangkok (Tailandia), Angkor Wat y Nom Pen (Camboya), Tokio, Nikko, Hakone, Nara y Kioto (Japón), Toba y Bali (Indonesia), Hong Kong británico (China) y Singapur.
De 1971 a 1981 da conferencias en Bremen, Elmau y Herrenalb, Baden-Baden (Alemania), Montreal (Canadá), conferencias Panarion en Los Ángeles (Estados Unidos), Lindau y Graz (Austria), Roma (Italia) y París (Francia).
El 26 de abril de 1974 fundó junto con cuatro amigos la Stiftung für Jung'sche Psychologie (Fundación de psicología junguiana) en Küsnacht CH.
En 1984 hace un viaje de dos semanas a Florencia, Italia. Da conferencias en los Estados Unidos e imparte en la ETH la conferencia Archetypische Erfahrungen in der Nähe des Todes (Experiencia arquetípica en torno a la muerte). Al año siguiente asiste por última vez a Eranos en Ascona. Da la conferencia Nike and the Waters of the Styx (Nike y las aguas de Estigia). A partir de este momento comienza a llevar una vida más introvertida en su casa en Küsnacht y se retira cada vez más a su torre en Bollingen, donde pasa hasta cinco meses al año. Sigue viendo amigos y analizandos de todo el mundo y se dedica a su trabajo creativo, centrándose especialmente en la alquimia árabe.
En 1986 da conferencias en Garmisch-Partenkirchen, Alemania, en un congreso sobre el problema del espacio-tiempo: Some Historical Aspects of C.G. Jung's synchronicity Hypothesis (Algunos aspectos históricos de la hipótesis de sincronicidad de C. G. Jung). Los participantes en la conferencia incluyen a Carl Friedrich von Weizsäcker, su santidad el Dalái lama, Joseph Needham, Raimon Panikkar y Chungliang Al Huang.
El 4 de septiembre Barbara Hannah fallece. El 25 de noviembre da su última conferencia pública en Küsnacht: C. G. Jungs Rehabilitation der Gefühlsfunktion in unserer Zivilisation (Rehabilitación de la función del sentimiento de C. G. Jung en nuestra civilización contemporánea).
Desde 1990 hasta su muerte escribe un manuscrito, el cual fue publicado póstumamente: Muhammad Ibn Umail's Hall Ar-Rumuz/ Clearing of Enigmas: Historical Introduction and Psychological Comment (Muhammad Ibn Umail's Hall Ar-Rumuz/ Aclarando enigmas. Introducción histórica y comentario psicológico). Editor Theodor Abt, Fotorotar AG 1999.
En 1994 Marie-Louise von Franz es el espíritu rector del recién fundado Forschungs- und Ausbildungszentrum für Tiefenpsychologie nach C. G. Jung und Marie-Louise von Franz (Centro de investigación y formación en psicología profunda según C.G. Jung y Marie-Louise von Franz), Zúrich, siendo su Presidenta Honoraria.
El 17 de febrero de 1998 Marie-Louise von Franz fallece a los 83 años en su casa en Küsnacht.

## Carrera profesional
Von Franz trabajó con Carl Jung, a quien conoció en 1933 y con quien colaboró hasta su muerte en 1961.
Desde 1942 hasta su muerte, Marie-Louise von Franz ejerció como analista, principalmente en Küsnacht, Suiza. En 1987, afirmó haber interpretado más de 65000 sueños.
Escribió más de veinte libros sobre psicología analítica, sobre todo sobre cuentos de hadas, ya que están relacionados con la psicología arquetipal y la psicología profunda. Amplificó los temas y los personajes de estos cuentos y se centró en temas tales como el problema del mal y el cambio de actitud hacia el arquetipo de la mujer.

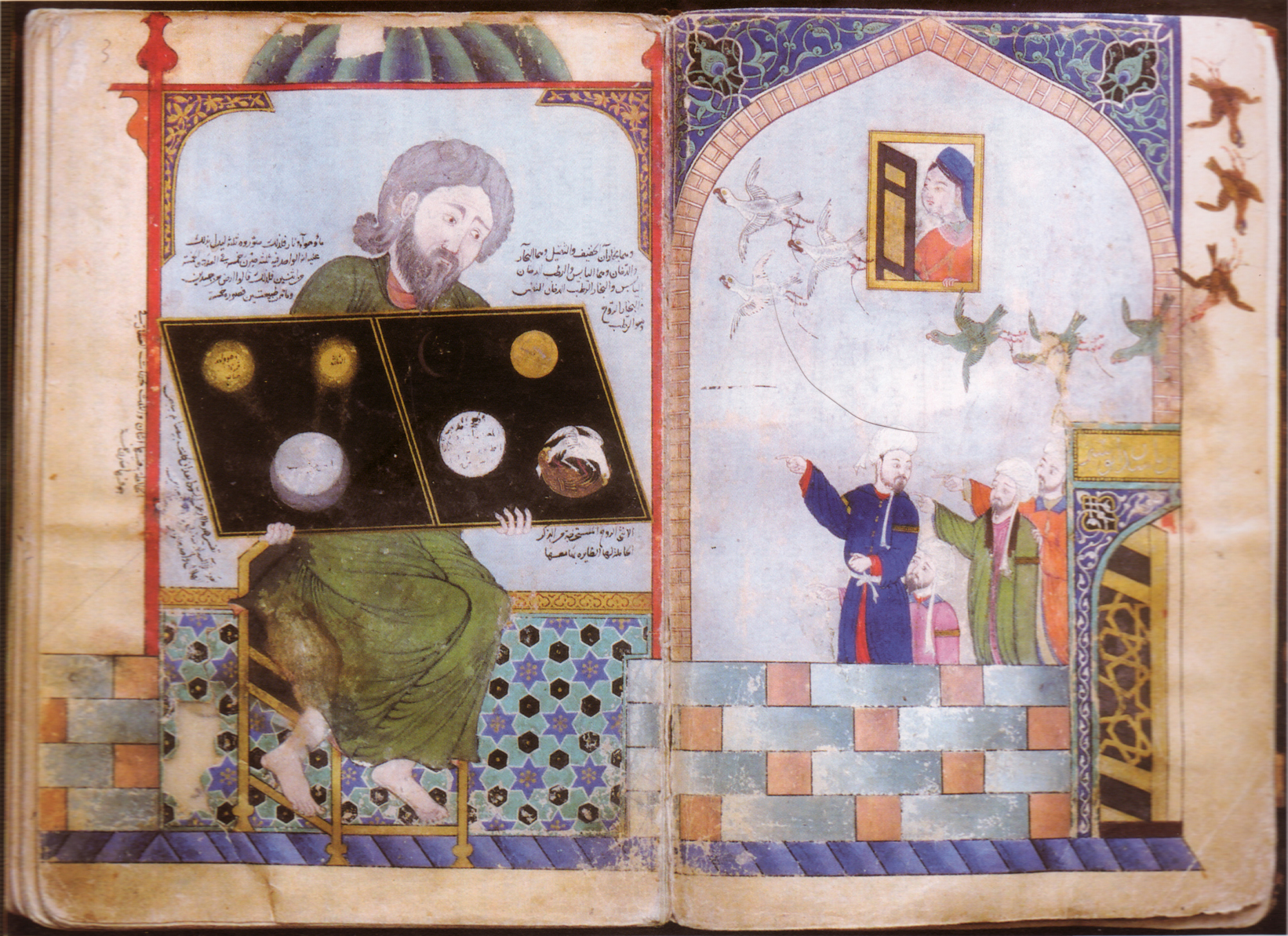
Alegoría de la obtención de la piedra filosofal de Ibn Umail.

Otro campo de interés y escritura fue la alquimia, que von Franz discutió desde la perspectiva psicológica junguiana. Editó, tradujo y comentó el Aurora consurgens, atribuido a Tomás de Aquino, sobre el problema de los opuestos en la alquimia. Durante sus últimos años de vida, comentó el manuscrito alquímico árabe Hal ar-Rumuz (resolviendo los símbolos) de Muḥammad Ibn Umail. Para los alquimistas, la imaginatio vera era una importante aproximación a la materia. Se parece en muchos aspectos a la imaginación activa descubierta por C. G. Jung. Marie-Louise von Franz dio una conferencia en 1969 sobre imaginación activa y alquimia y también escribió sobre ella en El hombre y sus símbolos. La imaginación activa puede describirse como una ensoñación consciente. En El hombre y sus símbolos escribió:

La imaginación activa es cierta forma de meditar imaginativamente por la cual podemos entrar deliberadamente en contacto con el inconsciente y hacer una conexión consciente con fenómenos psíquicos.

Un tercer campo de interés e investigación fue la sincronicidad, la psique y la materia, y los números. Parece que fue desencadenado por Jung, cuya investigación lo había conducido a la hipótesis de la unidad de los mundos psíquico y material: que son uno y el mismo, solo manifestaciones diferentes. También creía que este concepto de unus mundus podía investigarse mediante el estudio de los arquetipos. Debido a su avanzada edad, delegó el problema en von Franz. Dos de sus libros, Number and Time (Número y tiempo) y Psyche and Matter (Psique y materia), tratan sobre esta investigación. En 1968, von Franz fue la primera en argumentar que la estructura matemática del ADN es análoga a la del I Ching. Citó el I Ching en un ensayo, "Symbols of the Unus Mundus" ("Símbolos del unus mundus"), publicado en su libro Psyche and Matter (Psique y materia).
Otra preocupación básica a lo largo de muchas de sus obras fue cómo lo inconsciente colectivo compensa la unilateralidad del cristianismo y su imagen de dios dominante, a través de los cuentos de hadas y la alquimia. En un análisis de las visiones de San Perpetua, una mártir, escribe que tales visiones nos permiten obtener una visión profunda de la situación espiritual inconsciente de la época. Muestran el profundo conflicto de esa época, la transición del paganismo al cristianismo. "Los mártires aparecen en muchos aspectos como las víctimas trágicas e inconscientes de la transformación que se estaba realizando entonces en lo más profundo del estrato colectivo del alma humana: la transformación de la imagen de Dios".
Otro motivo compensatorio es el simbolismo de la vasija del santo grial en The Grail legend (La leyenda del Grial). En este libro discute el simbolismo psicológico de las leyendas documentadas del Santo Grial. Surgió a partir de la culminación de la investigación inacabada de Emma Jung, que a Marie-Louise von Franz se le pidió que asumiera y publicara tras su fallecimiento.
En Las visiones de San Nicolás de Flüe abordó los aspectos de la oscuridad y del mal al mismo tiempo que del lado cósmico, como parte de una imagen más holística de Dios. Von Franz dice que las visiones revelan tendencias básicas de lo inconsciente colectivo que parecen esforzarse por desarrollar aún más el simbolismo cristiano y por dar puntos de orientación, mostrando dónde la psique inconsciente quiere hacernos notar y comprender el problema de los opuestos, y llevándonos así a una mayor cercanía y temor de Dios.
Además de sus numerosas obras, en 1987 rodó una serie de películas junto con su estudiante Fraser Boa titulada The Way of the Dream (El camino del sueño). Von Franz fue entrevistada a su vez en The Wisdom of the Dream (La sabiduría del sueño), una serie de televisión de Channel 4, Londres, 1989. El texto de la filmación se imprimió en Seegaller, S. y Berger, M., Jung. The Wisdom of the Dream. Londres, 1989.

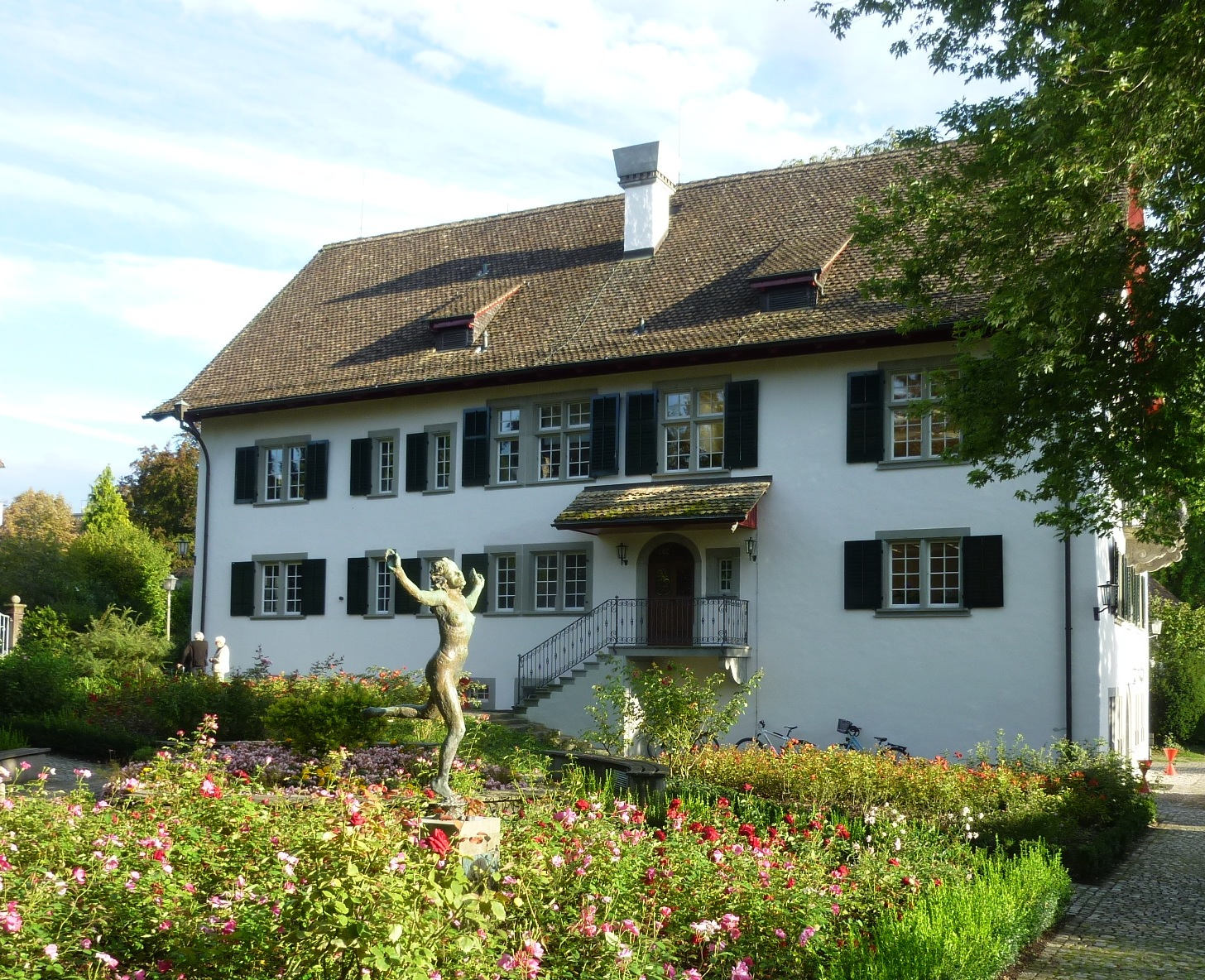
C.G. Jung-Institut Zürich.

Entre 1941 y 1944 von Franz fue miembro asociado del Club Psicológico de Zúrich. Allí, el 7 de junio de 1941, dio por primera vez una conferencia sobre las visiones de Perpetua, que más tarde se amplió y publicó como su primer libro, Las visiones de Perpetua. En los años siguientes dio muchas conferencias en el Club, constituyendo la base de muchos de sus libros. Entre 1942 y 1952 ejerció como su bibliotecaria. En 1944 se convirtió en uno de sus miembros de pleno derecho.
En 1948, fue cofundadora del C.G. Jung-Institut Zürich.
En 1974, von Franz junto con algunos de sus alumnos (René Malamud, Willi Obrist, Alfred Ribi y Paul Walder) fundaron la Stiftung für Jung'sche Psychologie (Fundación de psicología junguiana). El objetivo de esta fundación es apoyar la investigación y promulgación de los hallazgos en el campo de la psicología profunda junguiana. También publica la revista Jungiana.
Jung animó a von Franz a vivir con su compañera analista junguiana Barbara Hannah, que era 23 años mayor que ella. Cuando Hannah le preguntó a Jung por qué estaba tan interesado en juntarlas, Jung respondió que quería que Von Franz "viera que no todas las mujeres son tan brutas como su madre". Jung también afirmó que "la verdadera razón por la  que deberíais vivir juntas es que vuestro principal interés será el análisis y los analistas no deberían vivir solos". Las dos mujeres se hicieron amigas de toda la vida.

## Interpretación de cuentos de hadas
En 1935, Hedwig von Beit le pidió a Marie-Louise von Franz que la ayudara a escribir a tiempo parcial un obra sobre cuentos de hadas. Von Franz se entregó a un largo trabajo de investigación e interpretación de nueve años. Los cuentos de hadas se volvieron cada vez más importantes para ella con respecto a las cuestiones psicológicas. El trabajo se publicó en la obra Symbolik des Märchens (Simbolismo de los cuentos de hadas). Sin embargo, esta obra (en 3 volúmenes) solo se publicó bajo el nombre de Hedwig von Beit. En sus charlas y libros posteriores conectó la interpretación de los cuentos de hadas con la vida cotidiana. Alfred Ribi dice que Von Franz bien podría ser entendida como la primera en descubrir y demostrar la sabiduría psicológica de los cuentos de hadas.

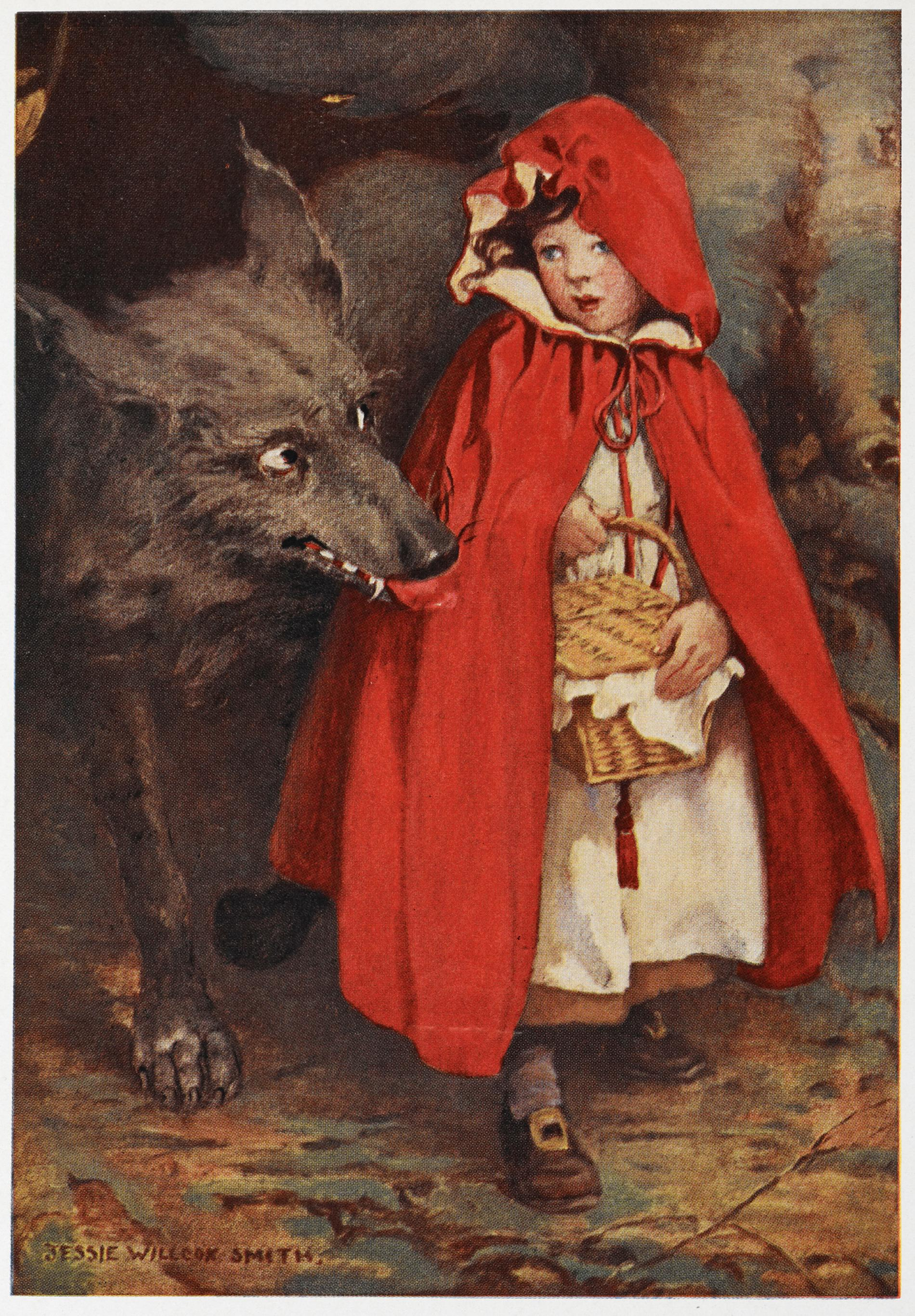
Ilustración de Caperucita Roja.

La interpretación de von Franz de los cuentos de hadas se basa en la visión de Jung de los mismos como un producto espontáneo e ingenuo del alma, que solo puede expresar lo que es el alma. Eso significa que ella ve los cuentos de hadas como imágenes de diferentes fases de experimentar la realidad del alma. Son la "expresión más pura y simple de los procesos psíquicos de lo inconsciente colectivo" y "representan los arquetipos en su forma más simple, elemental y concisa" porque están menos cubiertos de material consciente que los mitos y las leyendas. "En esta forma pura, las imágenes arquetípicas nos proporcionan las mejores pistas para la comprensión de los procesos que están ocurriendo en la psique colectiva". "El cuento de hadas en sí es su mejor explicación; es decir, su significado está contenido en la totalidad de sus motivos conectados por el hilo de la historia. [...] Todo cuento de hadas es un sistema relativamente cerrado que compone un significado psicológico esencial expresado en una serie de imágenes y eventos simbólicos y que se puede descubrir en estos". "Llegué a la conclusión de que todos los cuentos de hadas tratan de describir el mismo hecho psíquico, pero un hecho tan complejo y de gran alcance y tan difícil de comprender para nosotros en todos sus diferentes aspectos que son necesarios cientos de cuentos y miles de repeticiones con la variación de un músico hasta que este hecho desconocido sea entregado a la consciencia; y aun así el tema no se agota. Este hecho desconocido es lo que Jung llama el sí-mismo, que es la realidad psíquica de lo inconsciente colectivo. [...] Cada arquetipo es en su esencia solo un aspecto de lo inconsciente colectivo, así como también representa siempre a todo lo inconsciente colectivo".
El héroe y la heroína de los cuentos de hadas, con los que se identifica el auditorio, se toman como figuras arquetípicas (no como el yo humano común) que representan el fundamento arquetípico del complejo del yo de un individuo o un grupo. "El héroe restaura el funcionamiento saludable y normal de una situación en la que todos los yoes de esa tribu o nación se están desviando de su patrón instintivo de totalidad básica". El héroe y la heroína configuran "un modelo de un yo [...] evidenciando un yo que funciona correctamente [...] en conformidad con los requerimientos del sí-mismo".
G. Isler lo explica con más detalle: "La figura del héroe, así como toda la historia, compensan lo que inicialmente era una actitud insuficiente o incorrecta de la consciencia. La situación inicial de necesidad, miseria y deficiencias se resuelve al final con una estructura que es más completa que al principio. Esto se corresponde con una renovación de la consciencia dominante (expresada, por ejemplo, en el joven rey), orientándose hacia la integridad y totalidad psíquicas de una manera que es más apropiada" a las demandas del sí-mismo, que antes. "Los cuentos de hadas compensan la consciencia individual, pero también una actitud insuficiente de la consciencia colectiva, que en la cultura europea ha sido generada principalmente por el cristianismo". En contraste con las formas personalistas-subjetivas de interpretación, el destino del héroe no se entiende como neurosis individual, sino como dificultades y peligros, siendo impuestos al hombre por la naturaleza.

## Correspondencia con Wolfgang Pauli
Von Franz mantuvo un largo intercambio de correspondencia con Wolfgang Pauli, ganador de un Premio Nobel de física. A la muerte de Pauli, su viuda Franca destruyó deliberadamente todas las cartas que von Franz había enviado a su marido, y que él había mantenido guardadas dentro de su escritorio. Pero las cartas enviadas por Pauli a von Franz se salvaron y luego se pusieron a disposición de los investigadores (y también se publicaron).

## Torre de Bollingen
Von Franz estaba interesada apasionadamente por la naturaleza y la jardinería. Con el fin de satisfacer su amor por la naturaleza, adquirió un pedazo de tierra en los márgenes de un gran bosque sobre Bollingen. Allí, en 1958, construyó una torre cuadrangular siguiendo el ejemplo de C. G. Jung. La torre estaba destinada a ser una ermita, sin electricidad ni cisterna. Solía obtener su leña para calentar y cocinar de los bosques circundantes. Además de la casa, había un estanque de pantano, lleno de sapos y ranas, que ella amaba. Esta torre le permitió "escapar de vez en cuando de la civilización moderna y de todos sus disturbios y encontrar un refugio en la naturaleza", como informó su hermana. En ese lugar, se sintió "en sintonía con el espíritu de la naturaleza" y escribió una buena parte de los libros que había planeado desde el principio de su vida y que había materializado uno tras otro, a lo largo de las décadas.

## Últimos años

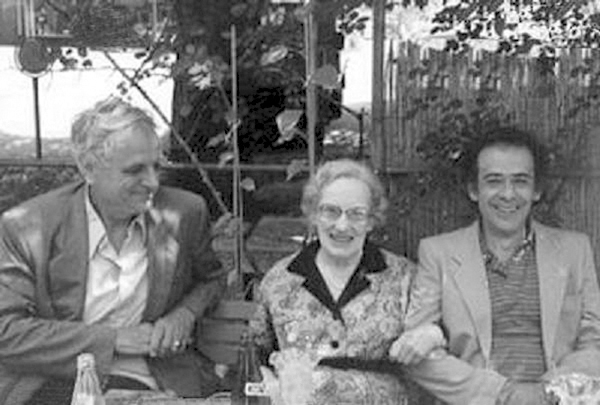
Dieter Baumann, Marie-Louise von Franz y José Zavala. Fotografía realizada en el verano de 1985 en Küsnacht en la terraza del hostal-restaurante Ochsen, tras la comida organizada por este último.

Entre los años cincuenta y setenta, von Franz viajó mucho, no solo por vacaciones sino también por conferencias. Visitó países europeos como Austria, Inglaterra, Alemania, Grecia, Italia y Escocia, así como Estados Unidos, Egipto y algunos países asiáticos.
Después de 1986, pasó a una vida más introvertida en su casa en Küsnacht, Suiza. Se retiró a su torre de Bollingen varias veces al año, con una estancia de cinco meses algunos años. Se concentró principalmente en su trabajo creativo, especialmente en la alquimia, y continuó reuniéndose con amigos y pacientes de todo el mundo.
Durante sus últimos años von Franz tuvo la enfermedad de Parkinson. Barbara Davies declaró que solo tomaba un mínimo de medicina, por lo que su enfermedad la afectaba físicamente cada vez más hasta su fallecimiento, pero que podía mantener una mente y una consciencia claras.

## Listado de trabajos
Para una revisión completa de la obra de Marie-Louise von Franz en orden cronológico tanto en inglés como en alemán, véase referencia.
- Alchemical Active Imagination. ISBN 0-87773-589-1
- Alchemy: An Introduction To The Symbolism And The Psychology. ISBN 0-919123-04-X
- Animus and Anima in Fairy Tales. ISBN 1-894574-01-X
- Archetypal Dimensions of the Psyche. ISBN 1-57062-426-7
- Archetypal Patterns in Fairy Tales. ISBN 0-919123-77-5
- Aurora Consurgens:  A Document Attributed to Thomas Aquinas on the Problem of Opposites in Alchemy. Inner City Books, Toronto, 2000. ISBN 0-919123-90-2
- C. G. Jung: His Myth in Our Time. ISBN 0-919123-78-3
- Creation Myths. ISBN 0-87773-528-X
- Dreams. Shambhala, Boston, 1991. ISBN 0-87773-901-3
- Feminine in Fairy Tales. ISBN 1-57062-609-X
- Individuation in Fairy Tales. ISBN 1-57062-613-8
- Interpretation of Fairytales. Spring Publications, Dallas, 8th Printing, 1987. ISBN 0-88214-101-5
- Light from the Darkness: The Paintings of Peter Birkhäuser, 1980. ISBN 3-7643-1190-8
- Number and Time, 1974. ISBN 0-8101-0532-2
- On Divination and Synchronicity. ISBN 0-919123-02-3
- On Dreams & Death: A Jungian Interpretation. ISBN 0-8126-9367-1
- Projection and Re-Collection in Jungian Psychology: Reflections of the Soul. ISBN 0-87548-417-4
- Psyche and Matter, Shambhala, Boston, 1992. ISBN 0-87773-902-1
- Psychological Meaning of Redemption Motif in Fairytales. ISBN 0-919123-01-5
- Puer Aeternus: A Psychological Study of the Adult Struggle With the Paradise of Childhood. ISBN 0-938434-01-2
- The Cat: A Tale of Feminine Redemption. ISBN 0-919123-84-8
- The Golden Ass of Apuleius: The Liberation of the Feminine in Man. ISBN 1-57062-611-1
- The Interpretation of Fairy Tales. ISBN 0-87773-526-3
- The Passion of Perpetua:  A Psychological Interpretation of Her Visions. Inner City Books, Toronto, 2004. ISBN 1-894574-11-7
- The Problem of the Puer Aeternus. ISBN 0-919123-88-0
- The Shadow and Evil in Fairy Tales. ISBN 0-87773-974-9
- The Way of the Dream. ISBN 1-57062-036-9
- The Way of the Dream. DVD.
- Time Rhythm and Repose. ISBN 0-500-81016-8

## Obras completas de Marie-Louise von Franz

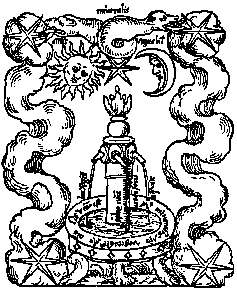
"Fons Mercurialis", "Fuente mercurial" o "Fuente de vida", lámina incluida en el Rosarium philosophorum, 1550. Logotipo de Stiftung für Jung'sche Psychologie, Fundación de psicología junguiana, Küsnacht, Suiza, responsable de la edición inglesa de las Obras completas.

El 4 de enero de 2021, en el 106 aniversario del nacimiento de la autora, la editorial Chiron Publications en colaboración con Stiftung für Jung'sche Psychologie, Fundación de psicología junguiana, inició la publicación de las Obras completas de Marie-Louise von Franz en inglés, veintiocho volúmenes en un plazo estimado de diez años.
- Marie-Louise von Franz (2021-2030).  Steven Buser y Leonard Cruz, ed. Collected Works of Marie-Louise von Franz (en inglés). Veintiocho volúmenes en rústica y cartoné, traducción Roy Freeman y Anthony Woolfson. Stiftung für Jung'sche Psychologie & Chiron Publications.[40]

1. Volúmenes 1 a 5: Archetypal Symbols in Fairytales (Símbolos arquetípicos en los cuentos de hadas).
  1. Volumen 1: The Profane and Magical Worlds (Los mundos profano y mágico). 608 páginas. 2021. ISBN 978-1-63051-855-4 / ISBN 978-1-63051-854-7.[41]
  2. Volumen 2: The Hero's Journey (El viaje del héroe). 478 páginas. 2021. ISBN 978-1-63051-951-3 / ISBN 978-1-63051-950-6.[42]
  3. Volumen 3: The Maiden's Quest (La búsqueda de la doncella). 520 páginas. 2021. ISBN 978-1-63051-961-2 / ISBN 978-1-63051-960-5.[43]
  4. Volumen 4: Opposition and Renewal (Oposición y renovación). 2025.
2. Volumen 6: Niklaus Von Flüe And Saint Perpetua: A Psychological Interpretation of Their Visions (Nicolás de Flüe y Santa Perpetua: una interpretación psicológica de sus visiones). 246 páginas. 2022. ISBN 978-1-68503-030-8 / ISBN 978-1-68503-029-2.[44][45]
3. Volumen 7: Aurora Consurgens (Aurora consurgens). 576 páginas. 2022. ISBN 978-1-63051-963-6 / ISBN 978-1-63051-962-9.
4. Volumen 8: Introduction to the Interpretation of Fairytales & Animus and Anima in Fairytales (Introducción a la interpretación de los cuentos de hadas & Ánimus y ánima en los cuentos de hadas). 354 páginas. 2023. ISBN 978-1-68503-170-1/ ISBN 978-1-68503-169-5.
5. Volumen 9: C.G. Jung. His Myth in Our Time (C. G Jung. Su mito en nuestro tiempo). 336 páginas. 2024. ISBN 978-1-68503-192-3 / ISBN 978-1-68503-191-6.
6. Volumen 10: The Problem of the Puer Aeternus: Eternal Youth and Creative Spirit (El problema del puer aeternus. Eterna juventud y espíritu creativo). 2024. ISBN 978-1-68503-543-3 / ISBN 978-1-68503-542-6.

## Edición en castellano
- Lo femenino en los cuentos de hadas. Traducción Alejandro Marshall. Colección Catena Aurea 6. Editorial El hilo de Ariadna. 2024. ISBN 978-84-124958-9-8.
- Imaginación activa alquímica. Traducción Alejandro Marshall. Colección Catena Aurea 5. Editorial El hilo de Ariadna. 2024. ISBN 978-84-124958-8-1.
- Jung, C. G. & Franz, Marie-Louise von (colab./edit.) (2023). El hombre y sus símbolos. Barcelona: Paidos. ISBN 978-84-493-4070-3.
- Sobre adivinación y sincronicidad. La psicología de las casualidades significativas. Presentación "El lugar de Marie-Louise von Franz en la psicología analítica" por Enrique Galán Santamaría, prólogo Magaly Villalobos. Madrid: Editorial Sirena de los Vientos. 2022. ISBN 978-84-88540-31-7.
- Psicoterapia. La experiencia práctica. México: Editorial Fata Morgana. 2019. ISBN 978-607-7709-09-1.
- Carl Gustav Jung; Marie-Louise von Franz; Barbara Hannah; Christian Tauber (2017). Imaginación activa / Imaginación musical. Madrid: Editorial Manuscritos. ISBN 978-84-947364-9-0.
- El camino de los sueños. Tercera edición. Santiago de Chile: Editorial Cuatro Vientos. 2007. ISBN 978-956-242-036-5.
- Alquimia. Una introducción al simbolismo y a la psicología. Barcelona: Luciérnaga. 1999, 2007. ISBN 978-84-87232-11-4.
- El puer aeternus. Barcelona: Kairós. 2006. ISBN 978-84-7245-619-8.
- Jung, Emma & Franz, Marie-Louise von (2005). La leyenda del Grial. Desde una perspectiva psicológica. Barcelona: Kairós. ISBN 978-84-7245-424-8.
- La gata. Un cuento de redención femenina. Barcelona: Paidos Ibérica. 2002. ISBN 978-84-493-1317-2.
- Sobre adivinación y sincronicidad. La psicología de las casualidades significativas. Barcelona: Paidos Ibérica. 1999. ISBN 978-84-493-0690-7.
- Misterios del tiempo. Ritmo y reposo. Barcelona: Debate. 1994. ISBN 978-84-7444-781-1.
- Érase una vez. Una interpretación psicológica. Barcelona: Luciérnaga. 1993. ISBN 978-84-87232-35-0.
- Sobre los sueños y la muerte. Una interpretación junguiana. Barcelona: Kairós. 1992. ISBN 978-84-7245-240-4.
- Símbolos de redención en los cuentos de hadas. Barcelona: Luciérnaga. 1990. ISBN 978-84-87232-06-0.
- C. G. Jung. Su mito en nuestro tiempo. México: Fondo de Cultura Económica. 1972, 1982. ISBN 9789681610425.